# Атака титанів (1 сезон)
Перший сезон аніме-серіалу Attack on Titan був знятий студією Wit Studio компанії IG Port та режисером Тецуро Аракі, Ясуко Кобаяші відповідав за композицію серіалу, а Кьодзі Асано — за дизайн персонажів. Серіал охоплює перші сюжетні арки (розділи 1-34) з оригінальної манги Хадзіме Ісаяма. Серіал транслювався на телеканалі MBS TV з 7 квітня по 29 вересня 2013 року, а згодом вийшов на токійських каналах MX, FBS, TOS, HTB, TV Aichi та BS11.
Події першого сезону «Атака титанів» розгортаються у світі, де людство живе в містах, оточених величезними стінами через титанів — гігантських людиноподібних істот, які пожирають людей. Історія розповідає про пригоди Ерена Єгера та його друзів дитинства Мікаси Аккерман і Арміна Арлерта, чиї життя назавжди змінюються після того, як колосальний титан прориває стіну їхнього рідного міста. Присягнувши помститися і відвоювати світ у титанів, Ерен і його друзі приєднуються до Скаутського полку — елітної групи солдатів, які борються з титанами.

## Список серій
| Епізод | Назва серії | Дата виходу     |
| ------ | --- | --------------- |
| 01     | Тобі, 2000 років потому: Падіння Сігансіни, частина 1 «Ni-sen Nen-go no Kimi e ―Shiganshina Kanraku (1)―» (二千年後の君へ ―シガンシナ陥落①―)             | 6 квітня 2013   |
| 02     | Той день: Падіння Сігансіни, частина 2 «Sono Hi ―Shiganshina Kanraku (2)―» (その日 ―シガンシナ陥落②―)                                                    | 13 квітня 2013  |
| 03     | Тьмяне світло в пітьмі відчаю: Повернення людства, частина 1 «Zetsubō no Naka de Nibuku Hikaru ―Jinrui no Saiki (1)―» (絶望の中で鈍く光る ―人類の再起①―) | 20 квітня 2013  |
| 04     | Ніч випуску: Повернення людства, частина 2 «Kaisan Shiki no Yoru ―Jinrui no Saiki (2)―» (解散式の夜 ―人類の再起②―)                                       | 27 квітня 2013  |
| 05     | Перша битва: Оборона Троста, частина 1 «Uijin -Torosuto-ku Kōbōsen (1)-» (初陣 ―トロスト区攻防戦①―)                                                      | 4 травня 2013   |
| 06     | Світ її очима: Оборона Троста, частина 2 «Shōjo ga Mita Sekai -Torosuto-ku Kōbōsen (2)-» (少女が見た世界 ―トロスト区攻防戦②―)                            | 11 травня 2013  |
| 07     | Малий клинок: Оборона Троста, частина 3 «Chiisana Yaiba -Torosuto-ku Kōbōsen (3)-» (小さな刃 ―トロスト区攻防戦③―)                                        | 18 травня 2013  |
| 08     | Я чую стук серця: Оборона Троста, частина 4 «Shinzō no Kodō ga Kikoeru -Torosuto-ku Kōbōsen (4)-» (心臓の鼓動が聞こえる ―トロスト区攻防戦④―)             | 25 травня 2013  |
| 09     | Де ліва рука?: Оборона Троста, частина 5 «Hidariude no Yukue -Torosuto-ku Kōbōsen (5)-» (左腕の行方 ―トロスト区攻防戦⑤―)                                 | 1 червня 2013   |
| 10     | Відповідь: Оборона Троста, частина 6 «Kotaeru -Torosuto-ku Kōbōsen (6)-» (応える ―トロスト区攻防戦⑥―)                                                    | 8 червня 2013   |
| 11     | Ідол: Оборона Троста, частина 7 «Gūzō -Torosuto-ku Kōbōsen (7)-» (偶像 ―トロスト区攻防戦⑦―)                                                              | 15 червня 2013  |
| 12     | Рана: Оборона Троста, частина 8 «Kizu -Torosuto-ku Kōbōsen (8)-» (傷 ―トロスト区攻防戦⑧―)                                                                | 22 червня 2013  |
| 13     | Примітивні бажання: Оборона Троста, частина 9 «Genshoteki Yokkyū -Torosuto-ku Kōbōsen (9)-» (原初的欲求 ―トロスト区攻防戦⑨―)                             | 29 червня 2013  |
| 13.5   | З того дня «Ano Hi kara» (あの日から) | 6 липня 2013    |
| 14     | Не можу дивитись йому в очі: Підготовка до контратаки, частина 1 «Mada Me o Mirenai ―Hangeki Zen'ya (1)―» (まだ目を見れない ―反撃前夜①―)                 | 13 липня 2013   |
| 15     | Загін спеціального призначення: Підготовка до контратаки, частина 2 «Tokubetsu Sakusen-han ―Hangeki Zen'ya (2)―» (特別作戦班 ―反撃前夜②―)                | 20 липня 2013   |
| 16     | Що робити тепер?: Підготовка до контратаки, частина 3 «Ima, Nani o Subeki ka -Hangeki Zen'ya (3)-» (今、何をすべきか ―反撃前夜③―)                        | 27 липня 2013   |
| 17     | Титан жіночого типу: 57-ма експедиція за стіни, частина 1 «Megata no Kyojin -Dai Gojū-Nana Kai Hekigai Chōsa (1)-» (女型の巨人 ―第57回壁外調査①―)        | 3 серпня 2013   |
| 18     | Ліс гігантських дерев: 57-ма експедиція за стіни, частина 2 «Kyodaiju no Mori -Dai Gojū-Nana Kai Hekigai Chōsa (2)-» (巨大樹の森 ―第57回壁外調査②―)      | 10 серпня 2013  |
| 19     | Укус: 57-ма експедиція за стіни, частина 3 «Kamitsuku -Dai Gojū-Nana Kai Hekigai Chōsa (3)-» (噛み付く ―第57回壁外調査③―)                                | 17 серпня 2013  |
| 20     | Ервін Сміт: 57-ма експедиція за стіни, частина 4 «Eruvin Sumisu -Dai Gojū-Nana Kai Hekigai Chōsa (4)» (エルヴィン・スミス ―第57回壁外調査④―)             | 24 серпня 2013  |
| 21     | Руйнівний удар: 57-ма експедиція за стіни, частина 5 «Tettsui -Dai Gojū-Nana Kai Hekigai Chōsa (5)-» (鉄槌 ―第57回壁外調査⑤―)                            | 31 серпня 2013  |
| 22     | Переможені: 57-ма експедиція за стіни, частина 6 «Haisha-tachi -Dai Gojū-Nana Kai Hekigai Chōsa (6)-» (敗者達 ―第57回壁外調査⑥―)                         | 7 вересня 2013  |
| 23     | Посмішка: Рейд у район Стохесс, частина 1 «Hohoemi -Sutohesu-ku Kyūshū (1)-» (微笑み ―ストヘス区急襲①―)                                                  | 14 вересня 2013 |
| 24     | Милосердя: Рейд у район Стохесс, частина 2 «Jihi -Sutohesu-ku Kyūshū (2)-» (慈悲 ―ストヘス区急襲②―)                                                      | 21 вересня 2013 |
| 25     | Стіна: Рейд у район Стохесс, частина 3 «Kabe -Sutohesu-ku Kyūshū (3)-» (壁 ―ストヘス区急襲③―)                                                            | 28 вересня 2013 |